# Г
Г, г (gue ou he) é a quarta letra do alfabeto cirílico.